# سباستيان فرنانديز
سباستيان فرنانديز (بالإسبانية: Sebastián Mauricio Fernández) (15 نوفمبر 1989 بمونتفيدو في الأوروغواي - ) هو لاعب كرة قدم أوروغواني في مركز الهجوم. لعب مع الجامعي دي بيرو وفانكوفر وايتكابس وميرامار ميشنس ونادي تشياباس ونادي دانوبيو ونادي سان لويس ونادي ليفربول ونادي نيكاكسا وبوسطن ريفر.

## وصلات خارجية
- سباستيان فرنانديز على موقع الدوري الأمريكي (الإنجليزية)
- سباستيان فرنانديز على موقع قاعدة بيانات كرة القدم.إي يو (الإنجليزية)
- سباستيان فرنانديز على موقع Soccerway.com (الإنجليزية)
- سباستيان فرنانديز على موقع AS.com (الإسبانية)